# أولغا رومانوف
أولغا رومانوف (بالإنجليزية: Olga Romanoff) هي رواية خيال علمي للكاتب الأنكليزي «جورج غريفيث» نشرت لأول مرة تحت اسم "The Syren of the Skies"في مجلة «بيرسون» سنة 1894.

## وصلات خارجية
- رواية أولغا رومانوف